# 魔法少女マナ
『魔法少女マナ』（まほうしょうじょマナ）は、2006年9月29日にTOUCHABLEより発売された18禁のパソコンゲーム（アダルトゲーム）ソフトである。

## あらすじ
ミッションスクールに通う少女・鏡真那は、魔女っ娘への第一歩として悪魔召喚を見事成功させるが、召喚したのは秋葉系のオタクのような悪魔・九郎だった。
そんな中、彼女の学校では、事件が起きており、真那は探している魔導書と関係があるのではないかと推測した。

## 登場人物
九郎（クロウ）
声:なし
主人公。鏡真那によって使い魔として召喚される。黒髪にアニメキャラの描かれたTシャツ、ポスターの刺さったリュックという出で立ちをしている。
鏡 真那（かがみ まな）
声:しまだかおり
幼い見た目ながら、わがままな少女。しかしその一方でさびしがり屋でもある。ツルペタな体型にコンプレックスをもっている。
物部 香織（ものべ かおり）
声:天天
真那の幼馴染である巫女で、彼女に振り回されている。関西地方出身のため関西弁を喋る。
向坂 繭（こうさか まゆ）
声:あさり☆
真那のクラスのクラス委員にして学生会副会長である眼鏡っ娘。
アイヤール/滝沢 綾乃（たきざわ あやの）
声:ひかる
フランソワーズによって召喚された悪魔で、九郎とは幼馴染で、子どもの頃彼に助けられて以来惚れている。学生会会長として、真那の学校へ潜入した。
フランソワーズ・ブロワ
声:杏露花梨
修道女の格好をした泥棒にして魔術師。魔道書とかわいいものが大好き。

## スタッフ
- 原画 - スミスミ・麻倉桜
- シナリオ - 高橋直樹・しだれ桜・月野影也・桃山正・すまっしゅぱんだ
- 音楽 - 中本オーケストラ

## 主題歌
曲名「When I'm With You」
歌 - 真理絵 / 作曲・作詞 / - simmy / 編曲 - アトリエさんかく